# Italiaanse Oorlogen

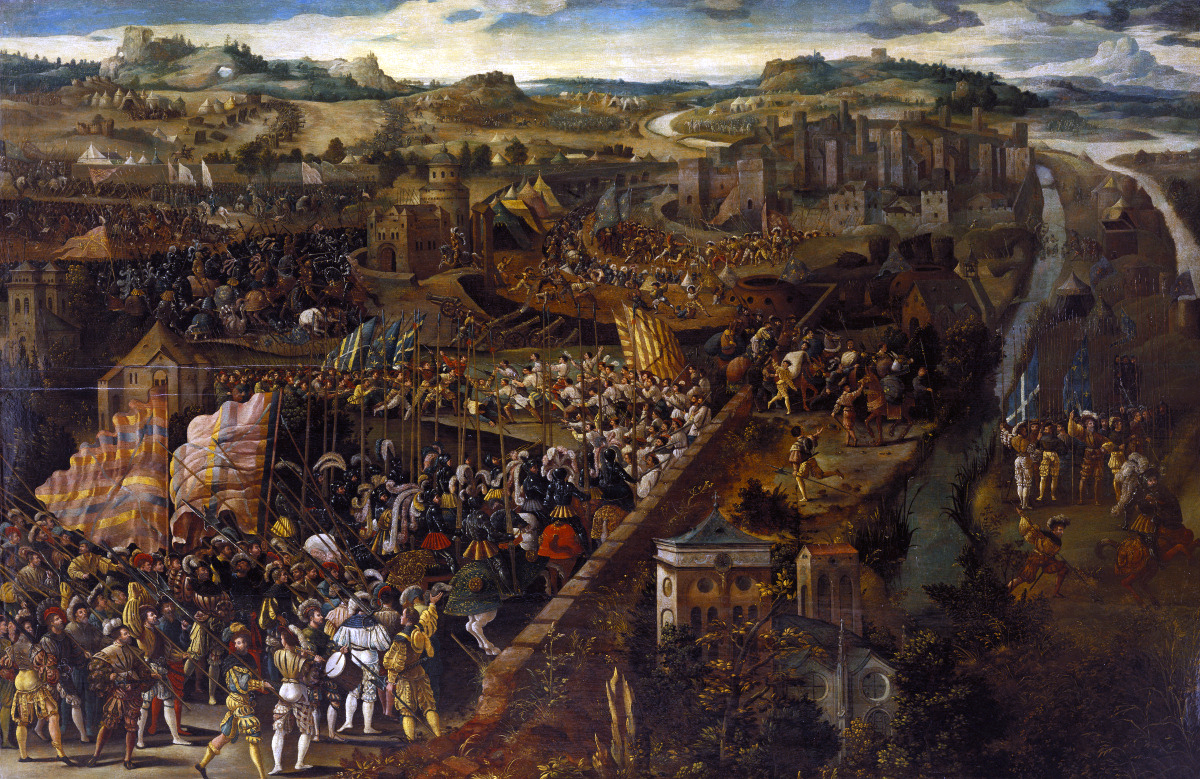
Slag bij Pavia tussen Fransen en Spanjaarden in 1525

Onder de Italiaanse Oorlogen of de Habsburg-Valois-oorlogen wordt een reeks van militaire conflicten verstaan die tussen 1494 en 1559 de koningen van Frankrijk tegenover de Habsburgse heersers van Spanje en het Heilige Roomse Rijk plaatste. Ook het koninkrijk Engeland, het koninkrijk Schotland, de republiek Venetië, de Pauselijke Staat, de meeste Italiaanse stadstaten en het Ottomaanse Rijk waren in de oorlogen betrokken. Het strijdtoneel beperkte zich niet tot Italië, maar omvatte soms ook de Nederlanden en Frankrijk.
De oorlogen begonnen met een conflict over de opvolging van Ferdinand I van Napels. In 1516 werd Karel V koning van Spanje en Napels en in 1519 ook keizer van het Heilige Roomse Rijk. De Nederlanden en het vrijgraafschap Bourgondië had hij al sinds 1506 in zijn macht via vele andere geërfde titels. De omsingeling van Frankrijk door de Habsburgers was hiermee een feit, waardoor Frankrijk een geostrategisch belang kreeg bij het doorbreken ervan op het Italiaans schiereiland.
Aan het einde van de oorlogen in 1559 was Spanje de toonaangevende mogendheid in Europa. De rivaliteit tussen Frankrijk en de Spaanse en Oostenrijkse Habsburgers zou tot de renversement des alliances in het midden van de 18e eeuw een grote kwestie blijven in Europa.

## De Nederlanden
De gevechten strekten zich ook uit tot de Lage Landen. In de Gelderse Oorlogen werd hertog Karel van Gelre in zijn strijd tegen de Habsburgers gesteund door de Franse koning. Na de nederlaag van Gelre in 1543 werd een Franse invasie van Vlaanderen afgeslagen door een troepenmacht uit de Habsburgse Nederlanden onder leiding van Lamoraal van Egmont. Er volgden hierdoor ook directe oorlogen met Frankrijk.
Italiaanse Oorlog (1494-1498) · Italiaanse Oorlog (1499-1504) · Oorlog van de Liga van Kamerijk (1508-1516) · Oorlog van Urbino (1517) · Italiaanse Oorlog (1521-1526) · Oorlog van de Liga van Cognac (1526-1536) · Italiaanse Oorlog (1535-1538) · Italiaanse Oorlog (1542-1546) · Italiaanse Oorlog (1551-1559)